# Çelikhan
Çelikhan est une ville et un district de la province d'Adıyaman en Turquie.